# Operophtera latipennis
Operophtera latipennis är en fjärilsart som beskrevs av George Duryea Hulst 1896. Operophtera latipennis ingår i släktet Operophtera och familjen mätare. Inga underarter finns listade i Catalogue of Life.